# Félix Rodríguez (futbolista)
Félix Dorian Rodríguez (Bluefields, Zelaya, 27 de abril de 1984) es un futbolista nicaragüense. Se desempeña en la posición de Centrocampista, y juega para el Real Estelí de la Primera División de Nicaragua.

## Trayectoria
Inició su carrera profesional en el año 2003 jugando para el Deportivo Bluefields. Allí jugó desde 2003 hasta 2010, y es considerado un ídolo en esa institución. Para el año 2010 se anunció su llegada al gran Real Estelí donde está jugando actualmente.

## Selección nacional
Ha sido internacional con la Selección de fútbol de Nicaragua desde 2010, acumulando un total de dos anotaciones en diecisiete partidos. Representó a Nicaragua en cuatro partidos de la Eliminatoria de Concacaf para Brasil 2014. También disputó la Copa Centroamericana 2011.
El 15 de enero de 2013, Enrique Llena lo incluyó en una nómina de 23 jugadores que representaron a Nicaragua en la Copa Centroamericana 2013 en Costa Rica.

### Participaciones en Copa Centroamericana
| Copa Centroamericana      | Sede       | Resultado    |
| ------------------------- | ---------- | ------------ |
| Copa Centroamericana 2011 | Panamá     | Primera Fase |
| Copa Centroamericana 2013 | Costa Rica | Primera Fase |

### Participaciones en Eliminatorias Mundialistas
| Eliminatoria      | Sede   | Resultado    | Partidos | Goles |
| ----------------- | ------ | ------------ | -------- | ----- |
| Eliminatoria 2014 | Brasil | No clasificó | 4        | 0     |

## Clubes
| Club                 | País      | Año         |
| -------------------- | --------- | ----------- |
| Deportivo Bluefields | Nicaragua | 2003 - 2010 |
| Real Estelí          | Nicaragua | 2010 -      |

## Palmarés

### Campeonatos nacionales
| Título                        | Club                    | País      | Año           |
| ----------------------------- | ----------------------- | --------- | ------------- |
| Primera División de Nicaragua | Real Estelí Fútbol Club | Nicaragua | Clausura 2010 |
| Primera División de Nicaragua | Real Estelí Fútbol Club | Nicaragua | Clausura 2011 |
| Primera División de Nicaragua | Real Estelí Fútbol Club | Nicaragua | Apertura 2011 |
| Primera División de Nicaragua | Real Estelí Fútbol Club | Nicaragua | Clausura 2012 |
| Primera División de Nicaragua | Real Estelí Fútbol Club | Nicaragua | Apertura 2012 |
| Primera División de Nicaragua | Real Estelí Fútbol Club | Nicaragua | Clausura 2013 |
| Primera División de Nicaragua | Real Estelí Fútbol Club | Nicaragua | Apertura 2013 |
| Primera División de Nicaragua | Real Estelí Fútbol Club | Nicaragua | Clausura 2014 |